# 1092-й пушечный артиллерийский полк
1092-й пушечный артиллерийский полк - воинское подразделение вооружённых сил СССР в Великой Отечественной войне.

## История
В соответствии с директивой заместителя наркома обороны СССР генерал–полковника артиллерии Воронцова Н.Н. от 04.03.1942 г. за № 74/551, полк сформирован с 13.03.1942 по 05.07.1942 на станции Зуевка Кировской области, в основном укомплектован призывниками области.
Был вооружён 152-миллиметровыми пушками.
На основании телеграфного распоряжения штаба Московского военного округа № 595/1032, 14.07.1942 прибыл на железнодорожную станцию Хреновая. 15.07.1942 был получен приказ сосредоточиться в районе Средней Икорец, Раздольный, хутор Заречный с задачей: поддержать действия войск армии по срыву форсирования противником Дона в районе города Свобода (ныне Лиски).
18.07.1942 занял наблюдательные пункты батарей, дивизионов и полка по берегу Дона в районе города Коротояк и села Петропавловское, а огневые позиции южнее Троицкое и восточнее Донище. Полку был установлен лимит расхода снарядов - не более 5 в сутки.
С 19.07.1942 ведёт обстрел вражеских войск, прорывающихся от Коротояка и форсировавших Дон. 21.07.1942 ведёт обстрел Коротояка, поддерживая части 174-й стрелковой дивизии, наступающие на город. До 06.08.1942 ведёт оборонительные бои на занимаемых позициях. 06-07.08.1942 поддерживает части 25-й гвардейской дивизии в форсировании Дона и захвату плацдарма. 08.08.1942 поддерживает части 174-й стрелковой дивизии, 09.08.1942 принимает участие в отражении контратаки вражеских войск, с 20-х чисел августа и до 17.09.1942 года ведёт тяжёлые оборонительные бои.
В ночь на 28.10.1942 года полк погрузился в эшелоны, направлен в район Сталинграда где вошёл в состав 7-й артиллерийской дивизии в её составе вёл боевые действия до конца войны.
- О боевом пути полка смотри статью 17-я пушечная бригада
- О боевом пути полка смотри статью 7-я артиллерийская дивизия

## Полное наименование
- 1092-й пушечный артиллерийский полк

## Подчинение
| Дата            | Фронт (округ)            | Армия                 | Корпус | Дивизия                    | Бригада                              | Примечания |
| --------------- | ------------------------ | --------------------- | ------ | -------------------------- | ------------------------------------ | ---------- |
| 01.04.1942 года | Московский военный округ | -                     | -      | -                          | -                                    | -          |
| 01.05.1942 года | Московский военный округ | -                     | -      | -                          | -                                    | -          |
| 01.06.1942 года | Московский военный округ | -                     | -      | -                          | -                                    | -          |
| 01.07.1942 года | Московский военный округ | -                     | -      | -                          | -                                    | -          |
| 01.08.1942 года | Воронежский фронт        | 6-я армия             | -      | -                          | -                                    | -          |
| 01.09.1942 года | Воронежский фронт        | 6-я армия             | -      | -                          | -                                    | -          |
| 01.10.1942 года | Воронежский фронт        | 6-я армия             | -      | -                          | -                                    | -          |
| 01.11.1942 года | Юго-Западный фронт       | 5-я танковая армия    | -      | -                          | -                                    | -          |
| 01.12.1942 года | Юго-Западный фронт       | 1-я гвардейская армия | -      | 7-я артиллерийская дивизия | -                                    | -          |
| 01.01.1943 года | Юго-Западный фронт       | 1-я гвардейская армия | -      | 7-я артиллерийская дивизия | -                                    | -          |
| 01.02.1943 года | Юго-Западный фронт       | 3-я гвардейская армия | -      | 7-я артиллерийская дивизия | -                                    | -          |
| 01.03.1943 года | Юго-Западный фронт       | -                     | -      | 7-я артиллерийская дивизия | 17-я пушечная артиллерийская бригада | -          |
| 01.04.1943 года | Юго-Западный фронт       | 1-я гвардейская армия | -      | 7-я артиллерийская дивизия | 17-я пушечная артиллерийская бригада | -          |
| 01.05.1943 года | Юго-Западный фронт       | 1-я гвардейская армия | -      | 7-я артиллерийская дивизия | 17-я пушечная артиллерийская бригада | -          |
| 01.06.1943 года | Юго-Западный фронт       | 1-я гвардейская армия | -      | 7-я артиллерийская дивизия | 17-я пушечная артиллерийская бригада | -          |
| 01.07.1943 года | Юго-Западный фронт       | 1-я гвардейская армия | -      | 7-я артиллерийская дивизия | 17-я пушечная артиллерийская бригада | -          |
| 01.08.1943 года | Юго-Западный фронт       | 1-я гвардейская армия | -      | 7-я артиллерийская дивизия | 17-я пушечная артиллерийская бригада | -          |
| 01.09.1943 года | Юго-Западный фронт       | -                     | -      | 7-я артиллерийская дивизия | 17-я пушечная артиллерийская бригада | -          |
| 01.10.1943 года | Юго-Западный фронт       | -                     | -      | 7-я артиллерийская дивизия | 17-я пушечная артиллерийская бригада | -          |
| 01.11.1943 года | 4-й Украинский фронт     | 3-я гвардейская армия | -      | 7-я артиллерийская дивизия | 17-я пушечная артиллерийская бригада | -          |
| 01.12.1943 года | 4-й Украинский фронт     | 3-я гвардейская армия | -      | 7-я артиллерийская дивизия | 17-я пушечная артиллерийская бригада | -          |
| 01.01.1944 года | 4-й Украинский фронт     | 3-я гвардейская армия | -      | 7-я артиллерийская дивизия | 17-я пушечная артиллерийская бригада | -          |
| 01.02.1944 года | 4-й Украинский фронт     | 3-я гвардейская армия | -      | 7-я артиллерийская дивизия | 17-я пушечная артиллерийская бригада | -          |
| 01.03.1944 года | 3-й Украинский фронт     | -                     | -      | 7-я артиллерийская дивизия | 17-я пушечная артиллерийская бригада | -          |
| 01.04.1944 года | 3-й Украинский фронт     | -                     | -      | 7-я артиллерийская дивизия | 17-я пушечная артиллерийская бригада | -          |
| 01.05.1944 года | 3-й Украинский фронт     | -                     | -      | 7-я артиллерийская дивизия | 17-я пушечная артиллерийская бригада | -          |
| 01.06.1944 года | 3-й Украинский фронт     | 5-я ударная армия     | -      | 7-я артиллерийская дивизия | 17-я пушечная артиллерийская бригада | -          |
| 01.07.1944 года | Карельский фронт         | 7-я армия             | -      | 7-я артиллерийская дивизия | 17-я пушечная артиллерийская бригада | -          |
| 01.08.1944 года | Карельский фронт         | 7-я армия             | -      | 7-я артиллерийская дивизия | 17-я пушечная артиллерийская бригада | -          |
| 01.09.1944 года | 3-й Украинский фронт     | -                     | -      | 7-я артиллерийская дивизия | 17-я пушечная артиллерийская бригада | -          |
| 01.10.1944 года | 2-й Украинский фронт     | 46-я армия            | -      | 7-я артиллерийская дивизия | 17-я пушечная артиллерийская бригада | -          |
| 01.11.1944 года | 2-й Украинский фронт     | 46-я армия            | -      | 7-я артиллерийская дивизия | 17-я пушечная артиллерийская бригада | -          |
| 01.12.1944 года | 2-й Украинский фронт     | 46-я армия            | -      | 7-я артиллерийская дивизия | 17-я пушечная артиллерийская бригада | -          |
| 01.01.1945 года | 3-й Украинский фронт     | -                     | -      | 7-я артиллерийская дивизия | 17-я пушечная артиллерийская бригада | -          |
| 01.02.1945 года | 3-й Украинский фронт     | -                     | -      | 7-я артиллерийская дивизия | 17-я пушечная артиллерийская бригада | -          |
| 01.03.1945 года | 3-й Украинский фронт     | -                     | -      | 7-я артиллерийская дивизия | 17-я пушечная артиллерийская бригада | -          |
| 01.04.1945 года | 3-й Украинский фронт     | -                     | -      | 7-я артиллерийская дивизия | 17-я пушечная артиллерийская бригада | -          |
| 01.05.1945 года | 3-й Украинский фронт     | -                     | -      | 7-я артиллерийская дивизия | 17-я пушечная артиллерийская бригада | -          |

## Командиры
- Дралкин, Иван Гаврилович, майор - на момент формирования

## Память
- Музей в Покровской средней школе